# Taeyang
Dong Young-bae (né le 18 mai 1988 à Uijeongbu), mieux connu sous son nom de scène Taeyang (qui signifie « soleil » en coréen) ou SOL – nom de scène pour le marché japonais –, est un artiste sud-coréen faisant partie du groupe Big Bang.

## Carrière

### Premiers pas dans l'industrie musicale
Au départ parti pour former un duo avec son ami G-Dragon, après six années d'entraînement intensif, il fait ses débuts en 2006 au sein du groupe Big Bang en tant que chanteur principal au détriment de son rôle de rappeur. En 2007, son premier single solo apparaît sur le premier album du groupe intitulé Since 2007.
En parallèle de la carrière du groupe, il sort en 2008 son premier mini-album intitulé Hot. Deux ans plus tard, en 2010, sort son premier album complet intitulé Solar, qui connaît un succès considérable puisqu'il se classe n°1 du iTunes R&B-Soul Albums Chart au Canada et n°2 aux États-Unis, faisant de lui le premier artiste asiatique à accomplir cette prouesse. C'est la consécration pour lui cette année-là puisqu'il décroche durant les cérémonies des Mnet Asian Music Awards et des Seoul Music Awards le titre de « Best Male Artist ».

### Succès en solo
En 2014, l'artiste fait son retour avec l'album Rise. L'album est un succès total puisqu'il bat le record de Solar en achevant ce qu'on appelle un all-kill en Corée du Sud en prenant la première place de tous les charts coréens. Taeyang réalise un nouvel exploit : en effet Rise atteint la première place de l'iTunes R&B-Soul Albums Chart dans plusieurs pays différents tels que les États-Unis, le Canada, le Royaume-Uni, l'Australie, la Russie, le Danemark et Hong Kong. Il devient par ailleurs le second album K-pop le mieux classé (n°112) au US Billboard Hot 200, derrière l'album Crush (n°61) du groupe 2NE1 et devant l'album Alive (n°150) de BIGBANG, tous deux appartenant à la même agence que lui. L'album Rise se classe également n°1 au US Billboard World Albums Chart et au Heatseekers Albums Chart.

### À partir de 2018
Il a effectué son service militaire obligatoire du 12 mars 2018 au 10 novembre 2019.
Fin 2022, il quitte son agence YG Entertainment avec qui il était depuis 2006, il signe avec The Black Label, une filiale de YG Entertainment.

## Vie privée
Il est marié depuis le 3 février 2018 avec l'actrice Min Hyo-rin. En novembre 2021, ils deviennent parents d'un petit garçon.

## Discographie

### Singles
- 2006 : "Ma Girl"
- 2008 : "Prayer"
- 2008 : "Only Look At Me"
- 2009 : "Where U At"
- 2009 : "Wedding Dress"
- 2010 : "I Need A Girl"
- 2010 : "I'll Be There"
- 2013 : "Ringa Linga"
- 2014 : "Eyes, Nose, Lips"
- 2018 : "Louder" (Chanson officielle des Jeux olympiques de Pyeongchang)
- 2023 : "Vibe" (feat. Jimin of BTS)
- 2023 : "Shoong!" (feat. Lisa of Blackpink)

### Clips vidéos
| Année | Titre                           |
| ----- | ------------------------------- |
| 2006  | My Girl                         |
| 2008  | Prayer                          |
| 2008  | Only Look At Me                 |
| 2009  | Where U At                      |
| 2009  | Wedding Dress                   |
| 2010  | I Need a Girl                   |
| 2010  | I Need a Girl (Dance Ver.)      |
| 2010  | I'll Be There                   |
| 2010  | I'll Be There (English Ver.)    |
| 2013  | Ringa Linga                     |
| 2014  | Eyes, Nose, Lips                |
| 2014  | 1AM                             |
| 2014  | GOODBOY (GDXTAEYANG)            |
| 2023  | VIBE (ft. Jimin of BTS)         |
| 2023  | Shoong! (ft. Lisa of Blackpink) |

## Récompenses
| Année | Récompense |
| ----- | --- |
| 2008  | - Korean Music Awards : Best R&B/Soul Song pour Only Look At Me et Best R&B/Soul Album pour Hot - Naver Music Awards : Song of the Year pour Only Look At Me                                     |
| 2010  | - Mnet Asian Music Awards : Best Male Artist pour I'll Be There - allkpop Awards : Best Male Solo Artist - Korean Popular Culture and Art Awards : Minister Commendation for Culture and Tourism |
| 2011  | - Korean Music Awards : Male Musician of the Year |
| 2013  | - Soompi Awards : Best Choreography pour Ringa Linga |